# Caudalejeunea lewallei
Caudalejeunea lewallei là một loài Rêu trong họ Lejeuneaceae. Loài này được Vanden Berghen mô tả khoa học đầu tiên năm 1972.